# Сборная Израиля по хоккею с шайбой

Вратарь Борис Амромин

Сборная Израиля по хоккею с шайбой (ивр. נבחרת ישראל בהוקי קרח‎) — команда, представляющая Израиль на международных соревнованиях по хоккею. Управляется и контролируется федерацией хоккея Израиля, которая является членом ИИХФ с 1991 года.

## История

### Создание сборной
В Израиле, с его южным климатом, зимние виды спорта популярностью не пользовались, но в апреле 1986 года в пригороде Хайфы Кирьят-Моцкине, была открыта небольшая площадка для катания на коньках. Это можно назвать годом рождения израильского хоккея. Начались занятия по хоккею, которые в 1987 году продолжились под руководством канадского специалиста Поля Шиндмана. Там же проходили тренировки фигуристов. В 1988 году была образована ассоциация хоккея на льду и фигурного катания. В том же году, в городе Бат-Яме, был открыт ещё один каток, а в сезоне 1989/1990 израильская команда провела свой первый международный матч против канадской команды ООН, который она проиграла со счётом 2 : 20.
Толчок к развитию хоккея дала репатриация в Израиль, когда в страну прибыли хоккеисты из СССР и Канады и уже в 1990 году был проведён первый чемпионат страны. В 1991 году ассоциация хоккея и фигурного катания Израиля (с 1994 года федерация хоккея Израиля), вступила в международную федерацию по хоккею с шайбой.

### 1992—2005
В 1992 году сборная Израиля впервые приняла участие на чемпионате мира, проходившем в ЮАР.
В 1994 году в городе Метула открылся первый ледовый дворец Канада Центр.
Наиболее успешным для хоккеистов из Израиля стал 2005 год. Они заняли 1-е место в группе B второго дивизиона чемпионата мира и перешли в первый дивизион.
В августе 2005 года сборная Израиля приняла участие в Кубке Спартака.

### 2006 — н.в.
2006 год прошёл для сборной Израиля под знаком участия в первом дивизионе чемпионата мира. С тех пор израильские хоккеисты ни разу не играли на столь высоком уровне. Их соперниками были сборные Германии, Франции, Японии, Венгрии и Великобритании. У сборной Израиля отличились Орен и Алон Айзенман, забросившие одну и две шайбы соответственно. В составе сборной были такие хоккеисты, как Борис Амромин, Евгений Гусин, Даниэль Спивак, Сергей Бело, Сергей Френкель и другие.
В 2011 году израильтяне заняли первое место в третьем дивизионе, одержав самую крупную в своей истории победу, со счётом 26:2 над сборной Греции.
В 2012 году бело-голубые, играли во втором дивизионе, заняв 5-е место в группе B. Лучшим бомбардиром в команде был Эли Щербатов 9 голов и 5 передач.
В 2013 году, выиграв турнир группы В, израильтяне завоевали право на следующий год выступать в группе А второго дивизиона, а в 2019 году хоккеисты сборной Израиля повторили этот успех.
Лидером по числу проведённых матчей за сборную стал Сергей Френкель, он также лидирует по числу набранных очков (гол + пас). Он набрал 109 очков, выступая за главную сборную страны.
В январе 2024 года на фоне войны в Газе совет Международной федерации хоккея на льду принял решение отстранить сборную Израиля от соревнований под своей эгидой из соображений безопасности. IIHF должна отменить исключение Израиля из списка стран-участниц ЧМ по хоккею 2024, и обеспечить прозрачность того, как могло быть принято это неверное решение, заявила изданию Bild министр внутренних дел ФРГ Нэнси Фезер, которая также курирует в стране вопросы спорта.
Раннее был перенесён турнир третьего дивизиона чемпионата мира среди молодёжных команд 2024 года из Израиля в Болгарию.
После решения об отстранения сборных Израиля, Ассоциация хоккея Израиля заявила о своём намерении подать иск в Спортивный арбитражный суд (CAS), а спортивный комитет Кнессета соберется в среду (2024-01-11) по поводу «произвольного» решения хоккейной лиги вытеснить Израиль из чемпионата.
12 января 2024 года Международная федерация хоккея сообщила, что пока отказывает от участия только молодёжной сборной Израиля, так как не уверена в безопасности израильских спортсменов. Турнир будет проходить в Болгарии и в нём должны участвовать Болгария, Кыргызстан, Мексика, Новая Зеландия и Турция.
18 января было объявлено, что международная федерация хоккея отменила своё решение об отстранении молодёжной сборной Израиля от участия в чемпионате мира.

### Состав сборной Израиляна чемпионате мира по хоккею с шайбой 1992 года
| Амплуа | Игрок             | Клуб         |
| ------ | ----------------- | ------------ |
| В      | Давид Хейфец      |              |
| В      | Грегор Иосифович  |              |
| З      | Ран Оз            | ХК Рамат Ган |
| З      | Асаф Фишельсон    |              |
| З      | Рой Аннау         | ХК Бат Ям    |
| З      | Одед Оргиль       | ХК Рамат Ган |
| З      | Поль Шиндман      |              |
| З      | Идо Ли            | ХК Бат Ям    |
| З      | Майкл Блумберг    | ХК Рамат Ган |
| Н      | Марк Талесник     | Хоукс Хайфа  |
| Н      | Амир Пастернак    |              |
| Н      | Ицхак Рубинштейн  | Хоукс Хайфа  |
| Н      | Леонид Гордон     | ХК Бат Ям    |
| Н      | Натан Айзнер      |              |
| Н      | Уард Парсон       | Хоукс Хайфа  |
| Н      | Шимон Эйдельштейн |              |
| Н      | Давид Попко       | Хоукс Хайфа  |
| Н      | Узи Ли            | ХК Рамат Ган |
| Н      | Майкл Рубин       | Хоукс Хайфа  |
| Н      | Галь Асса         | ХК Бат Ям    |

Главный тренер: Гидеон Ли
По данным: Форум хоккейной статистики

### Главные тренеры сборной Израиля
- 1992—1994 Гидон Ли
- 1995 Семён Якубович
- 1996—1997 Николай Эпштейн
- 1998—2000 Сергей Матин
- 2001—2004 Борис Миндель
- 2005—2009 Жан Перрон
- 2010 Борис Миндель
- 2011 Сергей Бело
- 2012—2015 Жан Перрон
- 2015—2017 Дерек Айслер
- 2018—2019 Семён Якубович
- 2019—2020 Роберт Холик
- 2022—2023 Тай Ньюберри
- 2023—н.в. Евгений Кожевников

## Сборная Израиля в официальных соревнованиях

### Сборная Израиля начемпионатах мира по хоккею с шайбой
| - 1. 30-е место — 4-е место в группе C2 чемпионата мира по хоккею с шайбой 1992 года - 2A. 1-е место в Средиземноморской группе, квалификационного турнира группы C чемпионата мира по хоккею с шайбой 1993 года - 2B. 31-е место — 11-е место в группе C чемпионата мира по хоккею с шайбой 1993 года - 3. 34-е место — 7-е место в группе C2 чемпионата мира по хоккею с шайбой 1994 года - 4. 35-е место — 6-е место в группе C2 чемпионата мира по хоккею с шайбой 1995 года - 5A. 1-е место в Средиземноморской группе, квалификационного турнира группы D чемпионата мира по хоккею с шайбой 1996 года - 5B. 35-е место — 7-е место в группе D чемпионата мира по хоккею с шайбой 1996 года - 6. 33-е место — 5-е место в группе D чемпионата мира по хоккею с шайбой 1997 года - 7. 35-е место — 3-е место в группе D чемпионата мира по хоккею с шайбой 1998 года - 8. 33-е место — 2-е место в группе D чемпионата мира по хоккею с шайбой 1999 года - 9. 34-е место — 1-е место в группе D чемпионата мира по хоккею с шайбой 2000 года - 10. 32-е место — 2-е место в группе B второго дивизиона чемпионата мира по хоккею с шайбой 2001 года - 11. 34-е место — 3-е место в группе A второго дивизиона чемпионата мира по хоккею с шайбой 2002 года - 12. 37-е место — 5-е место в группе B второго дивизиона чемпионата мира по хоккею с шайбой 2003 года - 13. 38-е место — 5-е место в группе A второго дивизиона чемпионата мира по хоккею с шайбой 2004 года - 14. 30-е место — 1-е место в группе B второго дивизиона чемпионата мира по хоккею с шайбой 2005 года | - 15. 28-е место — 6-е место в группе A первого дивизиона чемпионата мира по хоккею с шайбой 2006 года - 16. 34-е место — 3-е место в группе B второго дивизиона чемпионата мира по хоккею с шайбой 2007 года - 17. 36-е место — 4-е место в группе A второго дивизиона чемпионата мира по хоккею с шайбой 2008 года - 18. 38-е место — 5-е место в группе A второго дивизиона чемпионата мира по хоккею с шайбой 2009 года - 19. 39-е место — 6-е место в группе B второго дивизиона чемпионата мира по хоккею с шайбой 2010 года - 20. 41-е место — 1-е место третьем дивизионе чемпионата мира по хоккею с шайбой 2011 года - 21. 39-е место — 5-е место в группе B второго дивизиона чемпионата мира по хоккею с шайбой 2012 года - 22. 35-е место — 1-е место в группе B второго дивизиона чемпионата мира по хоккею с шайбой 2013 года - 23. 34-е место — 6-е место в группе А второго дивизиона чемпионата мира по хоккею с шайбой 2014 года - 24. 39-е место — 5-е место в группе В второго дивизиона чемпионата мира по хоккею с шайбой 2015 года - 25. 37-е место — 3-е место в группе В второго дивизиона чемпионата мира по хоккею с шайбой 2016 года - 26. 37-е место — 3-е место в группе В второго дивизиона чемпионата мира по хоккею с шайбой 2017 года - 27. 37-е место — 3-е место в группе В второго дивизиона чемпионата мира по хоккею с шайбой 2018 года - 28. 35-е место — 1-е место в группе В второго дивизиона чемпионата мира по хоккею с шайбой 2019 года - 29. -е место — 5-е место в группе А второго дивизиона чемпионата мира по хоккею с шайбой 2022 года - 30. -е место — 5-е место в группе А второго дивизиона чемпионата мира по хоккею с шайбой 2023 года - 31. -е место — 4-е место в группе А второго дивизиона чемпионата мира по хоккею с шайбой 2024 года |

### Сборная Израиля назимних Олимпийских играх
1. Зимние Олимпийские игры 1998 года.
В отборочном турнире предварительного турнира сборная Израиля была дисквалифицирована из-за участия хоккеистов не имевших право играть.
31 января 1996 года в Метуле состоялся матч отборочного цикла между сборными Израиля и Греции. Сборная Греции победила, но ей было засчитано поражение 5:0 за использование игроков, которые не имели право играть.
По той же причине сборной Израиля было засчитано поражение после матча со сборной Югославии. Матч состоялся 23 марта 1996 года в Каунасе (Литва) и закончился победой югославов со счётом 5:3, но результат был аннулирован.
2. Зимние Олимпийские игры 2014 года.
Сборная Израиля участвовала в первом раунде отборочных соревнований хоккейного олимпийского турнира. Кроме сборной Израиля участвовали сборные Сербии, Хорватии и Мексики. Победила сборная Хорватии, которая перешла во второй раунд. Сборная Израиля заняла последнее место, проиграв все встречи.
Лучшими бомбардирами в сборной Израиля были: защитник Даниэль Спивак (1+2), нападающие Авишай Геллер (2+1) и Даниель Мазур (2+0).
3. Зимние Олимпийские игры 2018 года
В предварительном раунде отборочных соревнований, сборная Израиля заняла 3-е место, уступив сборным Эстонии и Мексики и выиграв у сборной Болгарии. Лучшим бомбардиром команды, забросив 3 шайбы, стал Илья Спектор.
4. Зимние Олимпийские игры 2022 года
- Группа К. Результаты и статистика

В предварительном раунде отборочных соревнований, сборная Израиля заняла 3-е место, уступив сборным Румынии и Исландии и выиграв у сборной Кыргызстана. Лучшим бомбардиром команды стал Итай Вайц — забросил шайбу и сделал результативную передачу. Основным вратарём был Иехонатан Райсингер. Главным тренером команды был Тай Ньюбэрри.

### Результаты игр сборной Израиля по хоккею против сборных других стран
Данные на 9 августа 2024 года
- В таблицу включены также 6 аннулированных матчей:
  - В двух играх против сборной Греции и игре против сборной Монголии присуждена победа со счётом 5:0, а
  - в играх против Болгарии, Литвы и Югославии — засчитано поражение со счётом 5:0

| Команда             | И   | В  | ВО | Н | ПО | П  | ШЗ  | ШП  | РШ   | ТПоб | ТПор |
| ------------------- | --- | -- | -- | - | -- | -- | --- | --- | ---- | ---- | ---- |
| Испания             | 9   | 1  |    | 1 |    | 7  | 17  | 76  | -59  |      |      |
| Турция              | 8   | 8  |    |   |    |    | 78  | 11  | 67   |      |      |
| ЮАР                 | 8   | 6  | 1  |   |    | 1  | 46  | 21  | 25   |      |      |
| Греция              | 6   | 3  |    |   |    | 1  | 64  | 13  | 51   | 2    |      |
| Люксембург          | 4   |    |    | 2 |    |    | 26  | 9   | 17   |      |      |
| КНДР                | 8   | 5  |    | 2 |    | 1  | 45  | 31  | 14   |      |      |
| Республика Корея    | 4   |    |    | 1 |    | 3  | 11  | 23  | -12  |      |      |
| Бельгия             | 15  | 6  |    | 1 | 1  | 7  | 47  | 60  | -13  |      |      |
| Австралия           | 14  | 4  | 2  |   |    | 8  | 50  | 69  | -19  |      |      |
| Новая Зеландия      | 8   | 3  |    |   |    | 5  | 34  | 32  | 2    |      |      |
| Исландия            | 12  | 8  |    |   | 1  | 3  | 55  | 34  | 21   |      |      |
| Мексика             | 11  | 4  | 2  |   |    | 5  | 42  | 46  | -4   |      |      |
| Болгария            | 11  | 5  | 1  | 1 | 1  | 2  | 47  | 36  | 11   |      | 1    |
| Хорватия            | 7   |    |    |   |    | 7  | 7   | 53  | -46  |      |      |
| Сербия              | 5   |    |    |   |    | 5  | 10  | 38  | -28  |      |      |
| Сербия и Черногория | 1   | 1  |    |   |    |    | 5   | 1   | 4    |      |      |
| Югославия           | 3   | 1  |    |   |    | 1  | 5   | 10  | -5   |      | 1    |
| Румыния             | 4   |    |    |   |    | 4  | 2   | 55  | -53  |      |      |
| Эстония             | 5   |    |    |   |    | 5  | 9   | 79  | -70  |      |      |
| Китай               | 9   | 1  |    |   | 1  | 7  | 24  | 58  | -34  |      |      |
| Литва               | 1   |    |    |   |    |    | 0   | 5   | -5   |      | 1    |
| Латвия              | 1   |    |    |   |    | 1  | 0   | 32  | -32  |      |      |
| Украина             | 1   |    |    |   |    | 1  | 0   | 29  | -29  |      |      |
| Германия            | 1   |    |    |   |    | 1  | 2   | 11  | -9   |      |      |
| Венгрия             | 1   |    |    |   |    | 1  | 0   | 8   | -8   |      |      |
| Япония              | 1   |    |    |   |    | 1  | 1   | 7   | -6   |      |      |
| Франция             | 1   |    |    |   |    | 1  | 0   | 9   | -9   |      |      |
| Великобритания      | 1   |    |    |   |    | 1  | 0   | 12  | -12  |      |      |
| Ирландия            | 1   | 1  |    |   |    |    | 7   | 1   | +6   |      |      |
| Монголия            | 1   |    |    |   |    |    | 5   | 0   | +5   | 1    |      |
| Грузия              | 2   | 1  |    |   |    | 1  | 10  | 10  | 0    |      |      |
| Нидерланды          | 1   |    |    |   |    | 1  | 0   | 7   | -7   |      |      |
| Кыргызстан          | 1   |    | 1  |   |    |    | 5   | 4   | +1   |      |      |
| ОАЭ                 | 1   |    |    |   |    | 1  | 6   | 10  | -4   |      |      |
| Итого               | 167 | 58 | 7  | 8 | 4  | 82 | 660 | 900 | -240 | 3    | 3    |

## Состав сборной Израиля на ЧМ 2025 года
Сборная Израиля заявила на турнир 20 полевых игроков и 2 вратарей.
| Номер | Имя               | Позиция    | Хват   | Рост, см | Вес, кг | Дата рождения | Клуб                  |
| ----- | ----------------- | ---------- | ------ | -------- | ------- | ------------- | --------------------- |
| 1     | Ионатан Райсингер | Вратарь    | Левый  | 173      | 75      | 21.10.2000    | ХК Чифс Ашдод         |
| 3     | Нир Сигалов       | Защитник   | Левый  | 173      | 83      | 06.04.2005    | Кфар-Сава Кингс       |
| 4     | Шон Казинец       | Защитник   | Левый  | 170      | 64      | 14.05.2007    | Boston Hockey Academy |
| 5     | Денис Козев       | Защитник   | Левый  | 182      | 98      | 08.09.1998    | Метула Норс Старс     |
| 6     | Никита Зицерман   | Нападающий | Левый  | 180      | 81      | 12.09.2008    | EG Dusseldorfer       |
| 7     | Авнер Абенд       | Защитник   | Левый  | 172      | 62      | 03.12.2004    | Ришон Дэвилз          |
| 8     | Глеб Хволес       | Нападающий | Левый  | 175      | 73      | 04.09.1995    | Кфар-Сава Кингс       |
| 9     | Даниэль Мазур     | Нападающий | Левый  | 186      | 86      | 05.12.1992    | ХК Чифс Ашдод         |
| 10    | Михаил Кожевников | Защитник   | Левый  | 183      | 88      | 29.10.1981    | ХК Чифс Ашдод         |
| 11    | Амит Бен Тов      | Нападающий | Левый  | 180      | 76      | 24.11.2004    | Метула Норс Старс     |
| 12    | Тимур Галеев      | Защитник   | Левый  | 174      | 68      | 20.06.1996    | Джерузалем Беэрз      |
| 13    | Ариэль Капулькин  | Нападающий | Правый | 176      | 77      | 19.09.1998    | ХК Чифс Ашдод         |
| 14    | Итай Бен Тов      | Нападающий | Левый  | 180      | 83      | 24.07.1994    | Метула Норс Старс     |
| 15    | Кирилл Полозов    | Нападающий | Левый  | 190      | 95      | 15.01.1991    | ХК Чифс Ашдод         |
| 16    | Майк Левин        | Нападающий | Левый  | 173      | 70      | 16.10.2005    | Ниагара АйсДогз       |
| 17    | Никита Лукин      | Нападающий | Левый  | 190      | 95      | 17.01.1992    | ХК Чифс Ашдод         |
| 19    | Юваль Турнер      | Нападающий | Левый  | 178      | 74      | 29.03.2004    | Тель-Авив Эдмиралс    |
| 21    | Самсон Гольдштейн | Нападающий | Левый  | 182      | 75      | 30.04.2009    | Барри Кольтс          |
| 22    | Максим Хубашвили  | Нападающий | Левый  | 182      | 76      | 18.11.1997    | Ришон Дэвилз          |
| 23    | Ори Сегал         | Нападающий | Левый  | 173      | 78      | 08.05.2004    | Метула Норс Старс     |
| 24    | Юваль Хальперт    | Нападающий | Левый  | 171      | 74      | 20.09.2000    | ХК Чифс Ашдод         |
| 25    | Максим Каляев     | Вратарь    | Левый  | 179      | 79      | 15.04.1998    | Ришон Дэвилз          |

| Должность      | Имя                | Гражданство | Дата рождения |
| -------------- | ------------------ | ----------- | ------------- |
| Главный тренер | Евгений Кожевников | Израиль     | 29.10.1981    |

Средние показатели команды:
- Возраст: 25 лет
- Рост: 178 см
- Вес: 790 кг

По данным: IIHF.com

## Состав сборной Израиля на ЧМ 2024 года
Сборная Израиля заявила на турнир 20 полевых игроков и 2 вратарей.
| Номер | Имя               | Позиция    | Хват   | Рост, см | Вес, кг | Дата рождения | Клуб               |
| ----- | ----------------- | ---------- | ------ | -------- | ------- | ------------- | ------------------ |
| 1     | Нир Тихон         | Вратарь    | Левый  | 183      | 75      | 17.10.1993    | ХК Стадион Хеб     |
| 2     | Нир Сигалов       | Защитник   | Левый  | 173      | 83      | 06.04.2005    | Кфар-Сава Кингс    |
| 3     | Ариэль Капулькин  | Нападающий | Правый | 176      | 77      | 19.09.1998    | ХК Чифс Ашдод      |
| 4     | Ник Краймерман    | Защитник   | Левый  | 184      | 86      | 09.08.2005    | Ришон Дэвилз       |
| 5     | Денис Козев       | Защитник   | Левый  | 182      | 98      | 08.09.1998    | Метула Норс Старс  |
| 7     | Авив Мильнер      | Нападающий | Левый  | 183      | 85      | 23.03.1995    | ХК Чифс Ашдод      |
| 8     | Глеб Хволес       | Нападающий | Левый  | 175      | 73      | 04.09.1995    | Кфар-Сава Кингс    |
| 9     | Даниэль Мазур     | Нападающий | Левый  | 186      | 86      | 05.01.1992    | ХК Чифс Ашдод      |
| 10    | Михаил Кожевников | Защитник   | Левый  | 183      | 88      | 29.10.1981    | ХК Чифс Ашдод      |
| 11    | Гай Ааронович     | Нападающий | Левый  | 176      | 71      | 23.05.2005    | Ришон Дэвилз       |
| 12    | Тимур Галеев      | Защитник   | Левый  | 174      | 68      | 20.06.1996    | Раанана Шаркс      |
| 14    | Итай Бен Тов      | Нападающий | Левый  | 180      | 83      | 24.07.1994    | Метула Норс Старс  |
| 15    | Кирилл Полозов    | Нападающий | Левый  | 190      | 95      | 15.01.1991    | ХК Чифс Ашдод      |
| 16    | Дэвид Левин       | Нападающий | Правый | 179      | 80      | 16.09.1999    | Кфар-Сава Кингс    |
| 17    | Илья Спектор      | Нападающий | Левый  | 171      | 86      | 10.04.1996    | Кфар-Сава Кингс    |
| 18    | Ян Раскин         | Нападающий | Правый | 184      | 77      | 22.06.2005    | Brantford Bandits  |
| 19    | Павел Маршенок    | Нападающий | Левый  | 185      | 78      | 12.07.1994    | Кфар-Сава Кингс    |
| 21    | Майк Левин        | Нападающий | Левый  | 173      | 70      | 16.10.2005    | Тель-Авив Эдмиралс |
| 22    | Максим Хубашвили  | Нападающий | Левый  | 182      | 76      | 18.11.1997    | Ришон Дэвилз       |
| 23    | Ори Сегал         | Нападающий | Левый  | 173      | 78      | 08.05.2004    | Метула Норс Старс  |
| 24    | Юваль Турнер      | Нападающий | Левый  | 178      | 74      | 29.03.2004    | Тель-Авив Эдмиралс |
| 25    | Максим Каляев     | Вратарь    | Левый  | 179      | 79      | 15.04.1998    | Ришон Дэвилз       |

| Должность            | Имя                | Гражданство | Дата рождения |
| -------------------- | ------------------ | ----------- | ------------- |
| Главный тренер       | Евгений Кожевников | Израиль     | 29.10.1981    |
| Ассистент тренера    | Павел Левин        | Израиль     | 16.03.1968    |
| Ассистент тренера    | Никита Лукин       | Россия      | 17.01.1992    |
| Ассистент тренера    | Эдуард Ревняга     | Израиль     | 31.07.1972    |
| Генеральный менеджер | Феликс Козак       | Россия      | 01.07.1966    |
| Глава делегации      | Давид Ханукаев     | Израиль     | 03.09.1988    |

Средние показатели команды:
- Возраст: 26 лет
- Рост: 179 см
- Вес: 80 кг

По данным: IIHF.com

## Состав сборной Израиля на ЧМ 2023 года
Сборная Израиля заявила на турнир 18 полевых игроков и 2 вратарей.
| Номер | Имя                | Позиция    | Хват   | Рост, см | Вес, кг | Дата рождения | Клуб              |
| ----- | ------------------ | ---------- | ------ | -------- | ------- | ------------- | ----------------- |
| 1     | Нир Тихон          | Вратарь    | Левый  | 183      | 75      | 17.10.1993    | ХК Стадион Хеб    |
| 2     | Нир Сигалов        | Защитник   | Левый  | 173      | 83      | 06.04.2005    | Кфар-Сава Кингс   |
| 3     | Ариэль Капулькин   | Нападающий | Правый | 176      | 77      | 19.09.1998    | ХК Бат-Ям         |
| 4     | Евгений Кожевников | Нападающий | Левый  | 188      | 95      | 29.10.1981    | ХК Бат-Ям         |
| 5     | Денис Козев        | Защитник   | Левый  | 182      | 86      | 08.09.1998    | Метула Норс Старс |
| 6     | Итай Вайц          | Нападающий | Правый | 185      | 75      | 22.05.2001    | ХК Бат-Ям         |
| 7     | Рои Ааронович      | Нападающий | Левый  | 175      | 71      | 07.07.1996    | Ришон Дэвилз      |
| 9     | Авив Мильнер       | Нападающий | Левый  | 183      | 85      | 23.03.1995    | Кфар-Сава Кингс   |
| 10    | Михаэль Кожевников | Защитник   | Левый  | 183      | 88      | 29.10.1981    | ХК Бат-Ям         |
| 11    | Даниэль Мазур      | Нападающий | Левый  | 186      | 86      | 05.01.1992    | ХК Бат-Ям         |
| 12    | Тимур Галеев       | Защитник   | Левый  | 174      | 68      | 20.06.1996    | ХК Бат-Ям         |
| 14    | Итай Бен Тов       | Нападающий | Левый  | 180      | 83      | 24.07.1994    | Метула Норс Старс |
| 15    | Ян Раскин          | Нападающий | Правый | 184      | 77      | 22.06.2005    | Ришон Дэвилз      |
| 16    | Дэвид Левин        | Нападающий | Правый | 179      | 80      | 16.09.1999    | Кфар-Сава Кингс   |
| 17    | Илья Спектор       | Нападающий | Левый  | 171      | 86      | 10.04.1996    | Кфар-Сава Кингс   |
| 19    | Виктор Воробьёв    | Нападающий | Левый  | 182      | 86      | 24.05.1987    | Кфар-Сава Кингс   |
| 22    | Максим Хубашвили   | Нападающий | Левый  | 182      | 76      | 18.11.1997    | Ришон Дэвилз      |
| 23    | Ори Сегал          | Нападающий | Левый  | 173      | 78      | 08.05.2004    | Метула Норс Старс |
| 24    | Юваль Хальперт     | Нападающий | Левый  | 171      | 74      | 20.09.2000    | ХК Бат-Ям         |
| 25    | Максим Каляев      | Вратарь    | Левый  | 179      | 79      | 15.04.1998    | Ришон Дэвилз      |

| Должность            | Имя            | Гражданство | Дата рождения |
| -------------------- | -------------- | ----------- | ------------- |
| Главный тренер       | Тай Ньюберри   | США         | 25.10.1974    |
| Ассистент тренера    | Павел Левин    | Израиль     | 16.03.1968    |
| Ассистент тренера    | Эдуард Ревняга | Израиль     | 31.07.1972    |
| Генеральный менеджер | Феликс Козак   | Россия      | 01.07.1966    |
| Глава делегации      | Давид Ханукаев | Израиль     | 03.09.1988    |

Средние показатели команды:
- Возраст: 26 лет
- Рост: 179 см
- Вес: 80 кг

По данным: IIHF.com